# Jérémy Ménez
Jérémy Ménez (Longjumeau, 7 de maio de 1987) é um ex-futebolista francês que atuava como centroavante. Seu último clube foi o Bari.

## Biografia
Ménez nasceu em 7 de maio de 1987 em Longjumeau, uma comunidade nos subúrbios do sul de Paris. Quando criança, ele cresceu em Vitry-sur-Seine. Ménez se interessou por futebol, após o incentivo de seu pai e irmão mais velho que também eram jogadores de futebol. Começou sua carreira no CA Vitry. Depois de um ano no clube, Ménez foi para o CFF Paris.

### Sochaux
Em 7 de agosto de 2004, Ménez fez sua estréia profissional no Sochaux pela temporada 2004-05 contra o Ajaccio. Em sua estreia jogou por 57 minutos antes de ser substituído na vitória de 1 a 0. Em 20 de novembro de 2004, ele marcou seu primeiro gol profissional em uma vitória por 3 a 1 sobre o Monaco. Em 8 de junho de 2006, Ménez declarou que desejava deixar a equipe, o presidente do Sochaux anunciou que iria olhar as ofertas dos clubes da Ligue 1 o Paris Saint-Germain, Bordeaux, Monaco e também o Arsenal.

### Monaco
Em 22 de junho de 2006, se transferiu para o Monaco, em um contrato de quatro anos.  Em 30 de Setembro, Ménez marcou seu primeiro gol pelo clube em uma vitória por 2-1 sobre o Le Mans. Na sequência a demissão de Bölöni e com a chegada do treinador brasileiro Ricardo Gomes, Ménez não teve espaço com o novo treinador, o que levou ao interesse de clubes do exterior como o do Manchester United e Liverpool. No entanto, em 11 de novembro, continuou na equipe e marcou o gol de empate em 2 a 2 com o Lorient.

### Roma
Em 27 de agosto de 2008, Ménez assinou um contrato com o Roma por €10,5 milhões, para ser o substituto de Mancini. Fez sua estréia pelo clube em 31 de agosto, em um jogo contra o Napoli, onde o resultado foi 1 a 1.

### Paris Saint-Germain

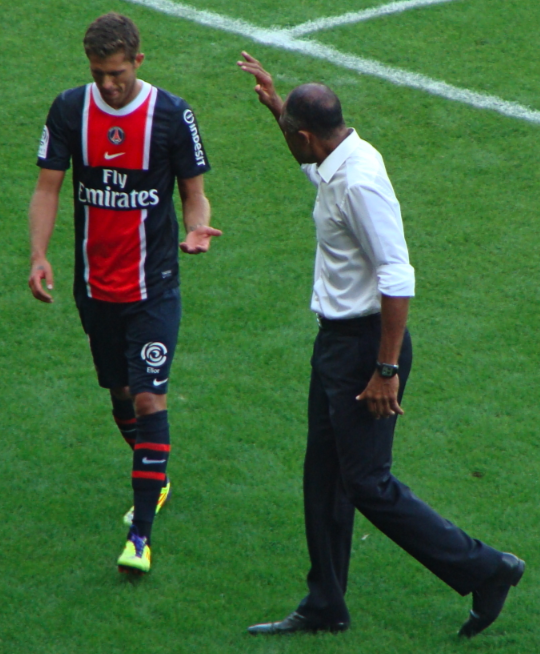
Jérémy Ménez e Antoine Kombouaré em 2011

Em 25 de julho de 2011, o Paris Saint-Germain confirmou que o clube tinha assinado com vitoria em um contrato de três anos. Em um preço estimado de €8 milhões. Fez o gol do título do PSG na vitória contra o Lyon por 1 a 0 em 12 de maio de 2013.

### Milan
Em 11 de junho de 2014, acertou com o Milan, por três temporadas, sua transferência foi livre, pois seu contrato com a equipe francesa havia se encerrado. Ménez fez sua estreia pelo Milan em 31 de agosto, num jogo contra a Lazio, a partida foi vencida por 3-1 pelo time de Milão.

### Bordeaux
No dia 1 de agosto e 2016, Ménez foi confirmado como novo reforço do Bordeaux.

## Títulos
Paris Saint-Germain
- Campeonato Francês: 2012-13, 2013-14
- Supercopa da França: 2013
- Copa da Liga Francesa: 2013-14

América
- Campeonato Mexicano: 2018